# Яан Сарв
Яан Хеїнович Сарв (ест. Jaan Sarv, (21 грудня 1877 , Saru Rural Municipalityd  — 23 серпня 1954 , Тарту )) — естонський і радянський математик та педагог. Більшу частину свого життя пропрацював у Тартуському університеті. Заклав основи математичної освіти естонською мовою.

## Біографія
Народився 1877 року в сім'ї фермера. Навчався у сільській школі Сару та Миністе, потім у школі Апостольської православної церкви Алуліїна (Алуксне). У 1893 році вступив до гімназії Хуго Треффнера, але наступного року був змушений покинути навчання через матеріальні труднощі. Продовжив навчання самостійно та у 1899 році повернувся до випускного класу школи. Склав випускні іспити в Юр'ївській гімназії й того ж року вступив на фізико-математичний факультет Імператорського Юр'ївського університету, спеціалізувався з математики.
Коли університет був закритий в революційні події 1905 року, перейшов на роботу до Естонської кредитної спілки у Валге. Там він очолив Валгенський демократичний союз, але невдовзі змушений був тікати з Валги. Вирушив до Парижа, де вивчав математику в Сорбонні.
У 1906 році ненадовго приїжджав до Ревеля, де писав статті для місцевих газет. У 1907 році повернувся в Юр'єв, знову вступив до університету і за короткий час закінчив його. До 1917 року викладав у кількох навчальних закладах Пильтсамаа, на робітничих курсах Естонської Олександрівської школи, у Вітебській приватній жіночій середній школі тощо.
У грудні 1918 року його товариш Петер Пилд був призначений директором створеного в Тарту на базі Юр'ївського університету Естонського національного університету і запросив Яана Сарве на роботу в університет. Коли 21 грудня 1918 року більшовики захопили Тарту, Пилд втік до Таллінна, залишивши Яана Сарве замість себе.
В цей час був розроблений статут університету і січневий бюджет. Після відступу більшовиків Сарв попросив звільнити його від керівництва університетом і відправити до Лондонської бібліотеки для самовдосконалення.

## Наукова діяльність
Після повернення в 1919 році був призначений завідувачем кафедри математики і фізики і екстраординарним професором, а в 1928 році — повним професором.
Захистив докторську дисертацію «Основи геометрії» в 1931 році. У 1935 році опублікував дослідження «Основи арифметики» в Працях Тартуського університету. Головним чином, викладав курси геометрії.
Яан Сарв брав участь у роботі Естонської комісії з викладання математики, де допомагав створювати естонську математичну термінологію.
Після закінчення Другої світової війни призначений завідувачем кафедри геометрії Тартуського державного університету (1951). Він вийшов на пенсію в 1954 році і помер того ж року. Похований на тартуському кладовищі Рааді.